# Hamlin Beach State Park
Hamlin Beach State Park ist ein State Park im Gemeindegebiet von Hamlin im Monroe County (New York), New York, Vereinigte Staaten. Der Park umfasst  1287 acre (5,2 km²) und liegt direkt am Ufer des Ontariosees. Der Lake Ontario State Parkway durchquert den Park.

## Geschichte
Hamlin Beach wurde bereits 1929 Park, nachdem das Monroe County 597 acre (2,4 km²) für $169.373 erworben hatte. Der Park hieß zunächst Northwest Beach Park und bestand aus dem ehemaligen Anwesen von Charles Wolf und dem umgebenden Farmland. 1930 wurde der Park in Hamlin Beach Park umbenannt.
In der Zeit, in der der Park dem County gehörte, wurde ein Camp des Civilian Conservation Corps errichtet und die Arbeiter, die dort lebten, bauten die Einrichtungen des Parks (1935–1941). Im Zweiten Weltkrieg wurde das Gelände von 1944 bis 1946 als Kriegsgefangenenlager für deutsche Kriegsgefangene genutzt. Das Camp diente als Arbeitervermittlung, die Arbeiter an Farmen und in die Nahrungsindustrie im Gebiet von Hamlin vermittelte. Nach dem Krieg wurde das Camp aufgelöst.
1938 ging das Grundstück in das Eigentum des Bundesstaats New York über und wurde als Hamlin Beach State Park benannt. Nach dem Krieg wurde der Lake Ontario State Parkway durch den Park verlängert, wodurch er leichter zugänglich wurde. Außerdem wurden Parkplätze gebaut und Campingplätze eingerichtet.
Noch heute kann man Überbleibsel der Arbeiten des Civilian Conservation Corps sehen: Steinmauern, Begrenzungen und Pavillons. Das CCC hatte auch im Ostteil des Parks einige Sumpfgebiete trockengelegt.
In den 1970ern litt der Park und vor allem der Strand unter starker Erosion durch Stürme. Staatliche und föderale Mittel wurden verwendet, um die Strände neu anzulegen und Anleger wurden gebaut, um weitere Schäden zu verhindern. In dieser Zeit begann auch die Einrichtung des Yanty Creek Nature Trail, eines Naturlehrpfades.
Von 2008 bis 2014 wurde durch Freiwillige (Friends of Hamlin Beach) ein historischer Lehrpfad zur Geschichte des Camps angelegt.

## Geographie
Im Osten des Parks ergießt sich der Yantee Creek in den Ontariosee. Die Umgebung dort ist relativ sumpfig und es gibt zwei größere Buchten. Der Strand zieht in westlicher Richtung bis zum Kap Devil's Nose. In der Nähe des Westendes verläuft auch die County-Grenze.
Die Devil's Nose ist ein kleiner Lehmhügel am Westende des Parks. Der baumbestandene Hügel ist ein Teil eines größeren Sand- und Lehmgebildes, dass sich etwa 1 mi (1,6 km) weit in den See hinein fortsetzt. Der Teil über Wasser war ursprünglich größer, aber der steigende Wasserspiegel und Erosion hat ihn drastisch abgetragen. Das Ufer ist ein kleines, aber instabiles Kliff, das für Besucher gesperrt ist.

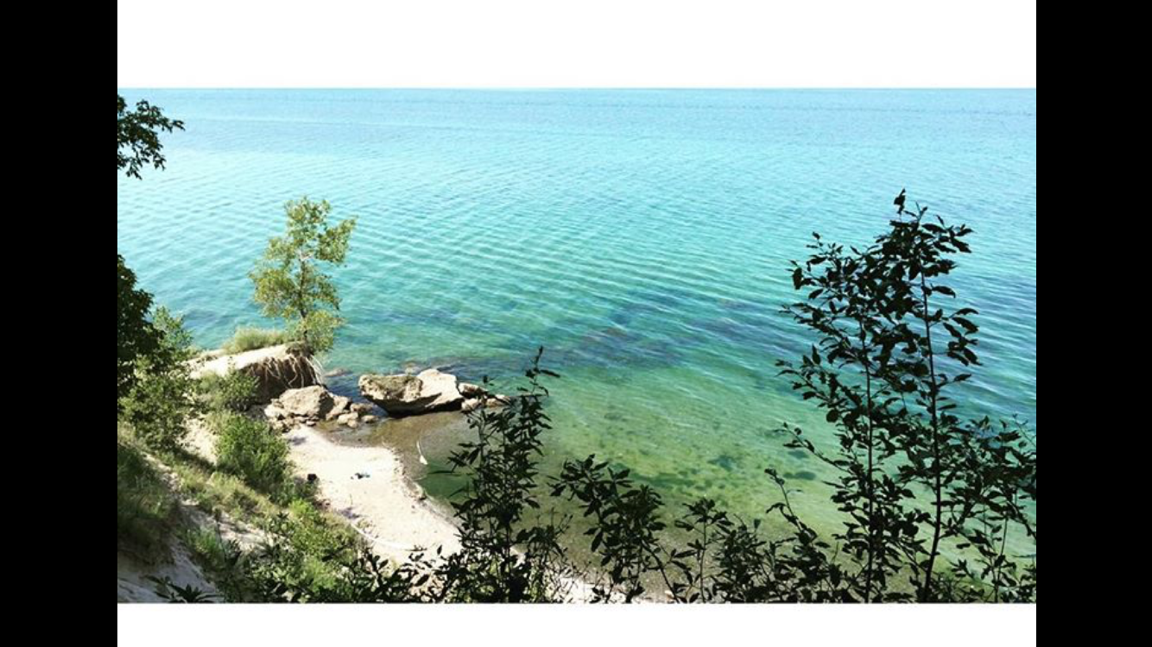
Devil's Nose.

## Freizeitaktivitäten
Im Hamlin Beach State Park gibt es am Strand Picknickplätze und Pavillons, einen Spielplatz, einen Naturlehrpfad und die Möglichkeiten zum Wandern, Radfahren, Surfen und Fischen, einen Campingplatz mit 264 Stellplätzen, eine Bootsrampe und einen Imbiss. Jahreszeitlich bedingt gibt es auch Möglichkeiten zum Schlittschuhlaufen und Skifahren.
Schwimmen ist von Juni bis Oktober erlaubt. Die Campingplätze sind ab Mai geöffnet. Gelegentlich ist der Strand gesperrt, wenn es zu Verschmutzungen kommt.
Es gibt drei Parkplätze mit einer Kapazität von 2500 Fahrzeugen.